# 中根夕希
中根 夕希（なかね ゆき、1991年8月8日 - ）は、中国放送（RCC）のアナウンサー、ラジオパーソナリティ。

## 人物
福岡県福岡市出身。幼少期にアメリカ合衆国アイオワ州で3年間過ごした帰国子女である。祖母は広島県出身。
福岡県立修猷館高等学校、早稲田大学政治経済学部卒業後の2014年、中国放送に入社した。同期入社は河村綾奈。RCCでの女性アナウンサーの同時複数人採用は、1999年の荒舩美栄・吉田千尋の入社時以来であった。
学生時代は早稲田コレクション2012にモデルとして出場した。
2019年4月から12月まで『NEWS6』MC（月 - 金曜）を務めた。
2022年4月から『イマナマ!』水-金曜MCを務める。
2024年3月から『イマナマ!』火-金曜MC。

## 現在の出演番組

### テレビ
- イマナマ!（2020年1月6日 - ）ニュースキャスター→水曜 - 金曜キャスター→火曜 - 金曜MC（2023年10月 - ）
- ゴルフざんまい（2021年8月3日 - ）アシスタント
- ピース!ピース!ふくやま（2023年4月30日 - ）田口麻衣から引き継ぎ。

### ラジオ
- 平成ラヂオバラエティごぜん様さま（2014年10月1日 - ） 水曜パーソナリティー
  - 水曜コーナー「お料理さまさま 夕希のレッツ・クッキング!!」も担当（2018年3月21日まで）
- 中国新聞ニュース（シフト勤務）

## 過去の出演番組

### テレビ
- 週刊JTサンダーズ（2014年、2015年、2016年）
- RCCニュース6（2014年9月29日 - 2019年12月27日）MC
2016年3月25日まではサブキャスターとして全曜日に出演
2016年3月28日から月曜・火曜のメインキャスターに昇格し週2日担当。
2019年4月2日から全曜日担当。
- イマなまっ!　リポーター
  - 2018年10月30日 - MC（泉水はる佳が日本シリーズで福岡出張のため代打）。楽うまクッキングも担当[6]
- 街頭TV 出没!ひな壇団（2016年3月5日・2016年3月12日・2017年3月18日・2017年3月25日） 久保田夏菜の代打出演
- Veryカープ!神スペシャル カープが優勝する5つの理由 （2016年7月16日） MC
- Veryカープ!祝！カープ優勝V7（2016年9月10日深夜） MC
- Veryカープ!連覇は一日にしてならず! 〜黄金時代への秘策〜（2017年7月16日） MC
- Veryカープ!祝!カープ連覇V8（2017年9月18日深夜） MC
- LIONスポーツスペシャル RCCひろしま女子駅伝（2018年3月18日）MC
- 開幕直前!生放送スペシャル Veryカープ!RCC（2018年3月28日）メインMC
- 広島平和記念式典 〜被爆73年、消えない核の脅威〜（2018年8月6日） 司会・式典実況
- EタウンSPORTS（2015年4月11日 - 2019年3月）MC 毎週土曜 17:00 - 17:30
- くれワンダーランドJourney（2019年4月5日 - 2022年3月18日）ナレーション
- Nスタ×NEWS23選挙スペシャル 参院選2019開票速報（2019年7月21日）広島ローカルパートMC
- おばあちゃんから私へ 〜あの日のヒロシマを辿る〜（2019年8月4日）出演・取材・ナレーション
- 広島平和記念式典 〜被爆74年 記憶を未来へ〜（2019年8月6日、ゲスト：久保田智子）司会・式典実況
- 青春ってなんじゃろ? eスポーツが教えてくれたこと（2019年8月19日）ナレーション
- コロナ禍の広島 この川をずっとゆけば（2020年6月14日）ナレーション
- RCCテレビ 特別番組 GWスペシャル 家族と牛の10年（2021年5月3日）ナレーション
- RCCが見つめる広島〜記者たちのまなざし〜（2021年8月 - ）ナビゲーター
- 岸田文雄氏 自民・新総裁に 〜広島の反応〜（2021年9月29日）MC
- 選挙の日2022 広島選挙区（2022年7月10日）MC
- お好み焼き 中東ヨルダンを行く！（2023年2月23日）企画・制作・出演・ナレーション
- 広島平和記念式典 被爆78年核なき平和への祈り（2023年8月6日）司会・式典実況
- 広島平和記念式典（2024年8月6日）リポーター
- RCC台風10号最新情報（2024年8月30日）司会
- 日本被団協がノーベル平和賞（2024年10月14日）司会
- 選挙の日2024広島（2024年10月27日）司会
- イマナマ!SP カープファン感謝デー2024（2024年11月23日）
- どこに行ってもやれるよ。マリホ水族館の最後（2025年1月13日）ナレーション
- ノンストップ・バス～ハンドルを握る理由～（2025年4月29日）ナレーション
- 僕が描き続ける理由 動物画家 石村嘉成の世界（2025年8月11日）ナレーション

### ラジオ
- RCCラジオ・チャリティ・ミュージックソン（2016年12月24日） メインパーソナリティ
- 爆笑問題の日曜サンデー（2017年2月19日、TBSラジオ） 泉水はる佳、河村綾奈と出演。
- 小林克也のNo.1 RADIO（2023年11月17日） アシスタント

## 関連番組
- 爆笑問題カーボーイ（TBSラジオ） - 「中根ちゃんフェイクニュース」コーナーがある（2019年開始、本人出演なし）。太田光が中根をネタにしたウソ情報を面白おかしく語る。